# Dario Valori
Dario Valori (Milano, 6 luglio 1925 – Roma, 20 marzo 1984) è stato un giornalista e politico italiano.

## Biografia

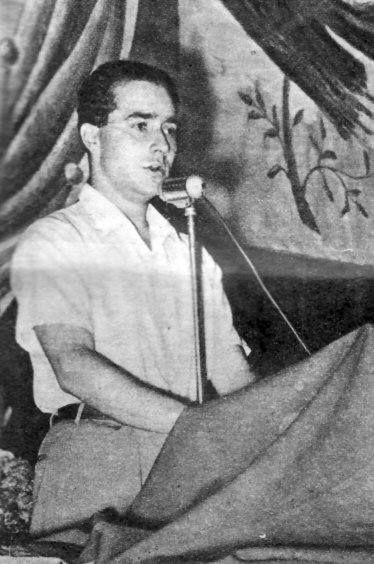
Dario Valori oratore ad un incontro della Gioventù Socialista nel 1951.

Proveniente dalla gioventù socialista, verso la fine del 1947 è eletto nella segreteria di Alleanza Giovanile, la formazione politica costituita da giovani comunisti, socialisti e indipendenti che si rispecchierà poi nel cartello elettorale del Fronte Democratico Popolare alle elezioni politiche del 1948.
Dal 1948 al 1953 dirige, insieme a Gillo Pontecorvo prima, e a Ugo Pecchioli poi, il settimanale social-comunista Pattuglia.
Già nella corrente di sinistra del PSI, nel giugno 1963 entra nell'esecutivo nazionale. Nel gennaio 1964 aderisce al Partito Socialista Italiano di Unità Proletaria di Tullio Vecchietti, entrando nel comitato centrale e diventandone segretario da ottobre 1971 a luglio 1972, succedendo a Vecchietti.
Dopo lo scioglimento del PSIUP al IV congresso del 13 luglio 1972, conseguente alla sconfitta nelle elezioni politiche del 1972, Valori confluisce nel Partito Comunista Italiano.
È stato deputato nella III e nella IV legislatura (restando in carica dal 1958 al 1968) e poi ininterrottamente senatore nella V, VI, VII, VIII e IX legislatura.
Muore il 20 marzo 1984, all'età di 59 anni da senatore in carica